# Claudio Gugerotti
Claudio Gugerotti (Verona, 1955. október 7. –) olasz római katolikus pap, a Keleti Egyházak Dikasztériuma prefektusa, bíboros. Korábban a Szentszék diplomáciai szolgálatában dolgozott, 2001 és 2020 között több kelet-európai országban, 2020 és 2022 között pedig Nagy-Britanniában töltött be nunciusi tisztséget. A Keleti Egyházak Kongregációjának munkatársa lett 1985-ben, 1997 és 2001 között pedig a Kongregáció titkárhelyettese volt.

## Életrajz
Claudio Gugerotti 1955. október 7-én született Veronában, Olaszországban, és 1982. május 29-én szentelték pappá a Veronai egyházmegyében. Keleti nyelvek és irodalom, valamint szent liturgia szakon szerzett diplomát. A veronai San Zeno Teológiai Intézetben 1981 és 1984 között patrisztikát, 1982 és 1985 között pedig a veronai Ökumenikus Tanulmányok Intézetében teológiát és keleti liturgiát tanított. 1985-ben belépett a Római Kúriába, a Keleti Egyházak Kongregációjánál dolgozott; 1997. december 17-én lett annak titkárhelyettese. Emellett patrisztikát és örmény nyelvet és irodalmat tanított a Pápai Keleti Intézetben.
Gugerotti nem a Pápai Egyházi Akadémián képezte magát, ahogy az a nunciusok esetében bevett gyakorlat. II. János Pál pápa 2001. december 7-én kinevezte őt Grúziába és Örményországba apostoli nunciusnak, valamint Ravello címzetes érsekének. December 13-án Azerbajdzsánba is kinevezték apostoli nunciusnak. 2002. január 6-án II. János Pál pápa szentelte püspökké.
XVI. Benedek pápa 2011. július 15-én nevezte ki őt Fehéroroszország apostoli nunciusává.
2015. november 13-án Ferenc pápa kinevezte őt Ukrajna, 2020. július 4-én pedig Nagy-Britannia apostoli nunciusává.
2022. november 21-én Ferenc pápa kinevezte a Keleti Egyházak Dikasztériuma prefektusává.
2023. július 9-én Ferenc pápa bejelentette, hogy a szeptember 30-i konzisztóriumon bíborossá kívánja kreálni. Címtemplomául a Sant'Ambrogio della Massima-templomot jelölték ki bíboros-diakónusi rangban.